# Eishockey in Grefrath
Eishockey in Grefrath wird seit 1969 innerhalb von Eissport-Vereinen gespielt, als der ursprüngliche Grefrather EC gegründet wurde. Heute existieren zwei Vereine, bei denen neben Eishockey auch Eiskunstlauf betrieben wird.

## Geschichte

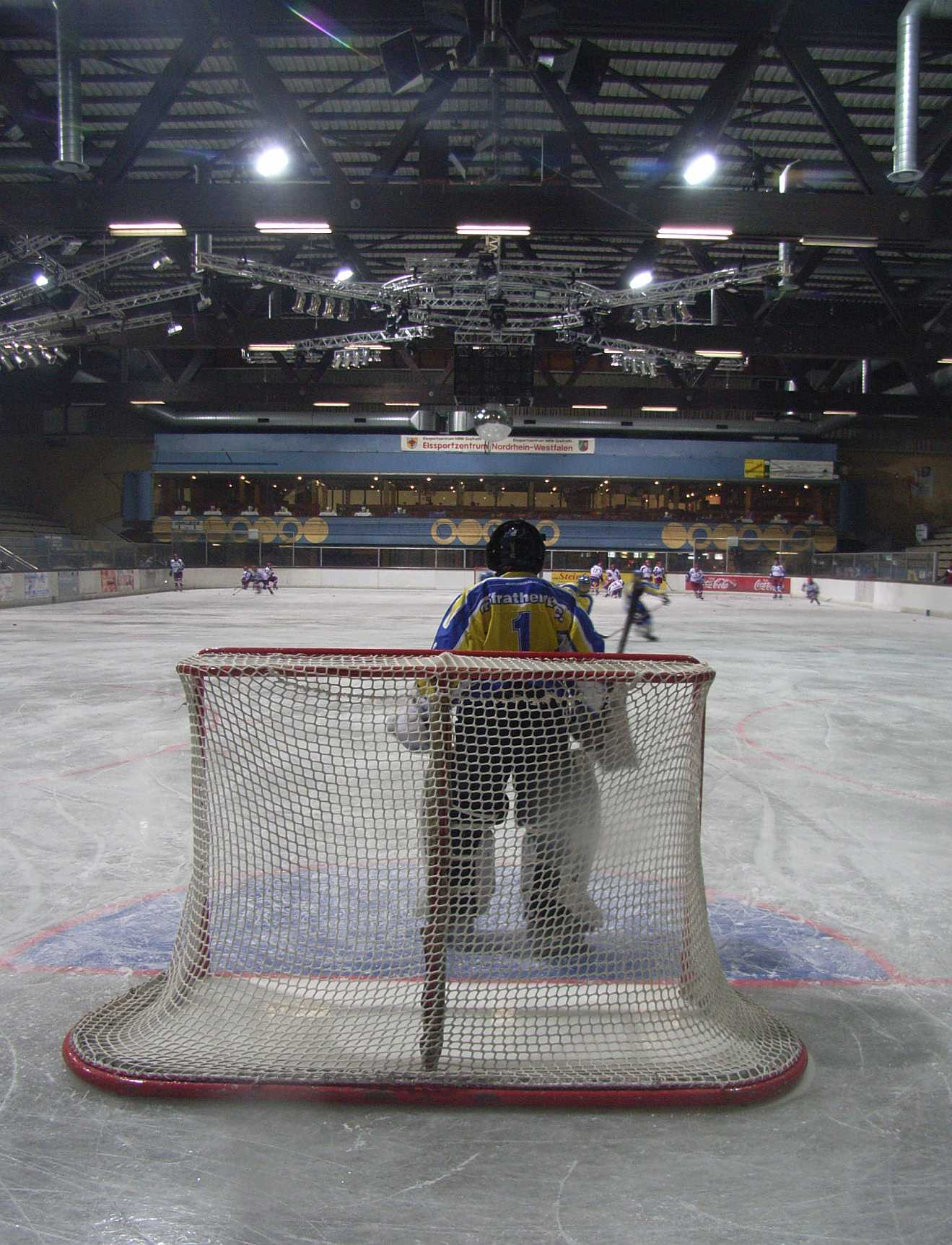
Eishalle Grefrath im November 2008

### Grefrather EC von 1969
Die Geschichte der Grefrather Eishockeymannschaften beginnt mit der Gründung des Grefrather EC von 1969, der in der  Regionalliga-Saison 1972/73 erstmals am höherklassigen Eishockey und ab der Saison 1973/74 an der Oberliga teilnahm. In dieser Zeit gehörte der GEC zu den starken Mannschaften der Oberliga. Vereine wie EC Hannover, Hamburger SV oder Eintracht Frankfurt verloren in dieser Zeit regelmäßig, zum Teil sehr deutlich in Grefrath. Zum eigenen Start musste Eintracht Frankfurt das Heimspiel in Grefrath austragen und verlor mit 15:3. Der Aufstieg in die 2. Bundesliga blieb der Mannschaft verwehrt. Der EHC München erwies sich als zu stark. Bedeutende Spieler dieser Zeit waren Frieder Brase, Leo Priedigkeit, Wolfgang Feyen, Locicero, Werner Oberheidt, Rick Daigle und John Plouffe. Der Oberliga gehörte der GEC bis Spielzeit 1989/90 an, als der Mannschaft unter Trainer Vic Stanfield der Aufstieg in die 2. Bundesliga gelang. Bekannteste Spieler dieser Zeit waren Mark MacKay und Wayne Hynes.
Zum Ende der Saison 1991/92 musste der „alte“ GEC aufgrund anhaltender wirtschaftlicher Probleme Konkurs anmelden.

### Grefrather EV
Zur Fortführung des Spielbetriebs wurde daraufhin der Grefrather EV gegründet, der den Spielbetrieb in der Saison 1992/93 in der Oberliga Nord fortsetzte. Mit der Einführung der Deutschen Eishockey Liga und der damit verbundenen Neustrukturierung des Ligensystems wurde die Mannschaft in die drittklassige 2. Liga Nord eingestuft. Aus dieser Spielklasse stieg die Mannschaft zur Saison 1996/97 in die 1. Liga Nord auf und war anschließend eines der Gründungsmitglieder der 2. Bundesliga, welche in der Premierenspielzeit 1998/99 noch unter dem Namen Bundesliga operierte.
Im Rahmen der Annahme von Zusatznamen für die Mannschaften, bekam die Erste Mannschaft des GEV den Beinamen Power Panthers. Bekannte Spieler wie Helmut de Raaf, François Sills, Werner Kühn, Andy Pritchard oder Benoît Doucet spielten zu dieser Zeit im Eisstadion an der Stadionstraße auf. Der größte Erfolg der Mannschaft war die Teilnahme an der Aufstiegsrunde zur 2. Bundesliga in der Saison 1997/98 unter Trainer Lothar Kremershof.
Im Verlauf der Saison 1999/00 entschied sich die Vereinsleitung aufgrund anhaltender finanzieller Probleme, nach Abschluss der Vorrunde den Spielbetrieb der Ersten Mannschaft einzustellen. Daraufhin wurde der Antrag gestellt, den Spielbetrieb mit der Zweiten Mannschaft in der Qualifikation zur Regionalliga Nordrhein-Westfalen fortführen und sich damit in die Ligen des Landeseissportverbandes Nordrhein-Westfalen zurückziehen zu dürfen. Unter dem Eindruck der schon erfolgten Einstellung des Spielbetriebs des GEC Nordhorn und des EHC Neuwied in derselben Spielklasse bekam der Grefrather EV schließlich die Genehmigung, musste allerdings im Jahr 2001 dennoch Konkurs anmelden.

### Grefrather EC 2001
Als Nachfolger des Grefrather EV wurde zur Fortführung des Spielbetriebs der Grefrather EC 2001 gegründet, der den Beinamen Power Panthers für seine Erste Mannschaft beibehielt. Der Verein wurde bei der Durchführung des Spielbetriebs der Ersten Mannschaft in der Regionalliga Nordrhein-Westfalen bis nach der Saison 2003/04 von der Grefrather Eishockey GmbH unterstützt. Im Verlauf der Saison 2003/04 entschieden die Gesellschafter der GmbH, die Zusammenarbeit mit dem Verein nach Ablauf der Saison zu beenden. Durch den Abstieg am Ende der Spielzeit in die fünftklassige Verbandsliga NRW wurde von Seiten des Vereins die Erste Mannschaft faktisch in die neue Nierspanthers Ltd. ausgelagert und auch der Beiname der Mannschaft angepasst.
Die Mannschaft der Nierspanther nahm in der Spielzeit 2005/06 an der viertklassigen Regionalliga Nordrhein-Westfalen teil, wo sie die Aufstiegsrunde zur Oberliga Nord mit den Teilnehmern der Regionalliga Hessen erreichte und dort auf dem fünften Platz landete. In der Saison 2006/07 erreichte die Herrenmannschaft erneut in den vierten Platz der Regionalliga. In der gemeinsamen Aufstiegsrunde zur Oberliga Nord wurde erneut der fünfte Platz belegt, womit die Play-off-Spiele knapp verpasst wurden. In der zweiten Hälfte der Saison kam es zwischen dem Vorstand des GEC 2001 und der Geschäftsführung der Nierspanther Ltd. zu Unstimmigkeiten, die in der Kündigung des Kooperationsvertrags endeten. Der Vorstand entschloss sich zum Rückzug der Seniorenmannschaft aus der viertklassigen Regionalliga in die fünftklassige Verbandsliga, der vom Landeseissportverband Nordrhein-Westfalen angenommen wurde.
Die Seniorenmannschaft, die Nierspanther, nahm in der Saison 2009/10 an der fünftklassigen Verbandsliga Nordrhein-Westfalen teil und wurde für die Saison 2010/11 nicht mehr zur Teilnahme am Spielbetrieb gemeldet.  

### Lady Panthers
Die schon zu Zeiten des GEV gegründete Frauenmannschaft, die Lady Panthers Grefrath, erreichte in der Relegation der Saison 1993/94 den Aufstieg in die Fraueneishockey-Bundesliga, errang dort in der Saison 1996/97 nach einem ersten Platz in der Gruppe Nord in den Play-offs den dritten Platz. Die Mannschaft konnte sich bis zur Saison 2010/11 in der höchsten deutschen Eishockeyliga der Frauen behaupten, als die Mannschaft auf dem letzten Platz liegend den Abstieg gehen musste. In den Jahren 2002 und 2004 gelang der Mannschaft sogar der Gewinn des Deutschen Eishockeypokals der Frauen.
Bekannte Spielerinnen der Lady Panthers sind unter anderem Olympiateilnehmerin Esther Thyßen sowie ihre Schwestern Sarah und Rachel Thyßen.

### Grefrather EG
Aufgrund von Unstimmigkeiten im Grefrather Eissport wurde 2009 der Verein Grefrather Eissport Gemeinschaft (GEG) gegründete, dem  2010 rund 90 % der Mitglieder des GEC 2001 beitraten. Mit seiner Seniorenmannschaft, den Grefrath Phoenix, nimmt die GEG an der drittklassigen Oberliga West, mit einer Frauenmannschaft an der vom LEV NRW organisierten 2. Liga Nord und auch mit Nachwuchsmannschaften am Spielbetrieb teil. Seit 2010 wird die Seniorenmannschaft von Karel Lang trainiert.
2014 zog sich der Verein vom Spielbetrieb der Oberliga zurück.

## Spielstätte
Bis 2012/13 fanden die sportlichen Veranstaltungen aller Grefrather Eissport-Mannschaften im Eissportzentrum Grefrath statt, das von der „Sport und Freizeit GmbH“ betrieben wird. Außerdem werden in der Halle weitere Veranstaltungen wie Konzerte oder Messen durchgeführt. Zudem ist das Eissportzentrum für den Publikumslauf geöffnet.
Seit 2013/14 wurden an den GEC 2001 keine Eiszeiten im Eissportzentrum Grefrath mehr vermietet, so dass die Frauenmannschaft des GEC 2001 die Heimspiele in Wesel austrägt und in Essen zusammen mit den Frauen des ESC Moskitos Essen trainiert. Von den beim GEC 2001 vorhandenen Nachwuchsmannschaften wechselten ein Teil der Spieler zum GSC Moers und ein Teil zur GEG.